# Ectatoderus argentatus
Ectatoderus argentatus är en insektsart som beskrevs av Sigfrid Ingrisch 2006. Ectatoderus argentatus ingår i släktet Ectatoderus och familjen Mogoplistidae. Inga underarter finns listade i Catalogue of Life.